# Diamantino Iuna Fafé
Diamantino Iuna Fafé (10 giugno 2001) è un lottatore guineense, specializzato nella lotta libera.

## Biografia
All'età di diciannove anni, ha vinto la medaglia d'argento ai campionati africani di Algeri 2020 nel torneo dei 57 chilogrammi, perdendo in finale con l'algerino Abdelhak Kherbache.
Ha rappresentato la Guinea-Bissau ai Giochi olimpici estivi di Tokyo 2020, dove è stato eliminato agli ottavi dal kazako Nurislam Sanayev.

## Palmarès
| Anno | Manifestazione               | Sede       | Evento | Risultato | Note |
| ---- | ---------------------------- | ---------- | ------ | --------- | ---- |
| 2017 | Campionati africani cadetti  | Marrakech  | 54 kg  | Bronzo    |      |
| 2018 | Giochi panafricani giovanili | Algeri     | 55 kg  | Oro       |      |
| 2019 | Campionati africani junior   | Hammamet   | 57 kg  | Oro       |      |
| 2019 | Giochi panafricani           | El Jadida  | 57 kg  | 5º        |      |
| 2019 | Mondiali junior              | Tallinn    | 57 kg  | 24º       |      |
| 2019 | Mondiali                     | Nur-Sultan | 57 kg  | 21º       |      |
| 2020 | Campionati africani          | Algeri     | 57 kg  | Argento   |      |
| 2021 | Giochi olimpici              | Tokyo      | 57 kg  | 15º       |      |
| 2021 | Mondiali U23                 | Belgrado   | 57 kg  | 15º       |      |
| 2022 | Campionati africani          | El Jadida  | 57 kg  | Argento   |      |
| 2022 | Mondiali                     | Belgrado   | 57 kg  | 26º       |      |
| 2023 | Campionati africani          | Hammamet   | 57 kg  | Oro       |      |

## Altre competizioni internazionali
2020
- 9º nei 57 kg nella Coppa del mondo individuale ( Belgrado)

2021
- Oro nei 57 kg nella Torneo africano di qualificazione olimpica ( Hammamet)

2022
- Oro nei 57 kg all'Ibrahim Moustapha Tournament ( Alessandria d'Egitto)

2023
- 5º nei 57 kg al Grand Prix of Spain ( Madrid)
- Argento nei 57 kg al Grand Prix de France Henri Deglane ( Nizza)
- 15º nei 57 kg al RS - Ibrahim Moustafa ( Alessandria d'Egitto)